# Acanthonemus
Acanthonemus es un género extinto de peces actinopterigios prehistóricos de la familia Scombridae, del orden Perciformes. Este género marino fue descrito científicamente por Agassiz en 1835.

## Especies
Clasificación del género Acanthonemus:
- † Acanthonemus Agassiz 1835
  - † Acanthonemus filamentosus (Agassiz 1835)
  - † Acanthonemus subaureus (Blainville 1818)